# Kai Kazmirek
Kai Kazmirek (* 28. Januar 1991 in Torgau) ist ein deutscher Leichtathlet, der im Zehnkampf antritt. Der Deutsche Meister von 2012 startet für die LG Rhein-Wied und wird von Jörg Roos trainiert. Er ist Polizeihauptkommissar in der Sportfördergruppe der rheinland-pfälzischen Polizei. Er studierte an der Deutschen Sporthochschule Köln.

## Sportliche Laufbahn
Kazmireks Stärken liegen im Sprung- und Sprintbereich. So wurde er beispielsweise 2008 Deutscher B-Jugendmeister im Hochsprung und 2009 Dritter der A-Jugendmeisterschaften im Weitsprung. Erste internationale Erfolge im Zehnkampf erzielte er in der Altersklasse U20. Bei den Junioreneuropameisterschaften 2009 in Novi Sad gewann er die Bronzemedaille, bei den Juniorenweltmeisterschaften 2010 in Moncton belegte er den sechsten Platz.
2012 wurde Kazmirek Deutscher Meister im Zehnkampf. Im selben Jahr gewann er mit der deutschen Mannschaft den Thorpe Cup. Dabei übertraf er mit 8130 Punkten erstmals die 8000-Punkte-Marke. Bei den U23-Europameisterschaften 2013 in Tampere sicherte er sich mit persönlicher Bestleistung von 8366 Punkten den Titel.

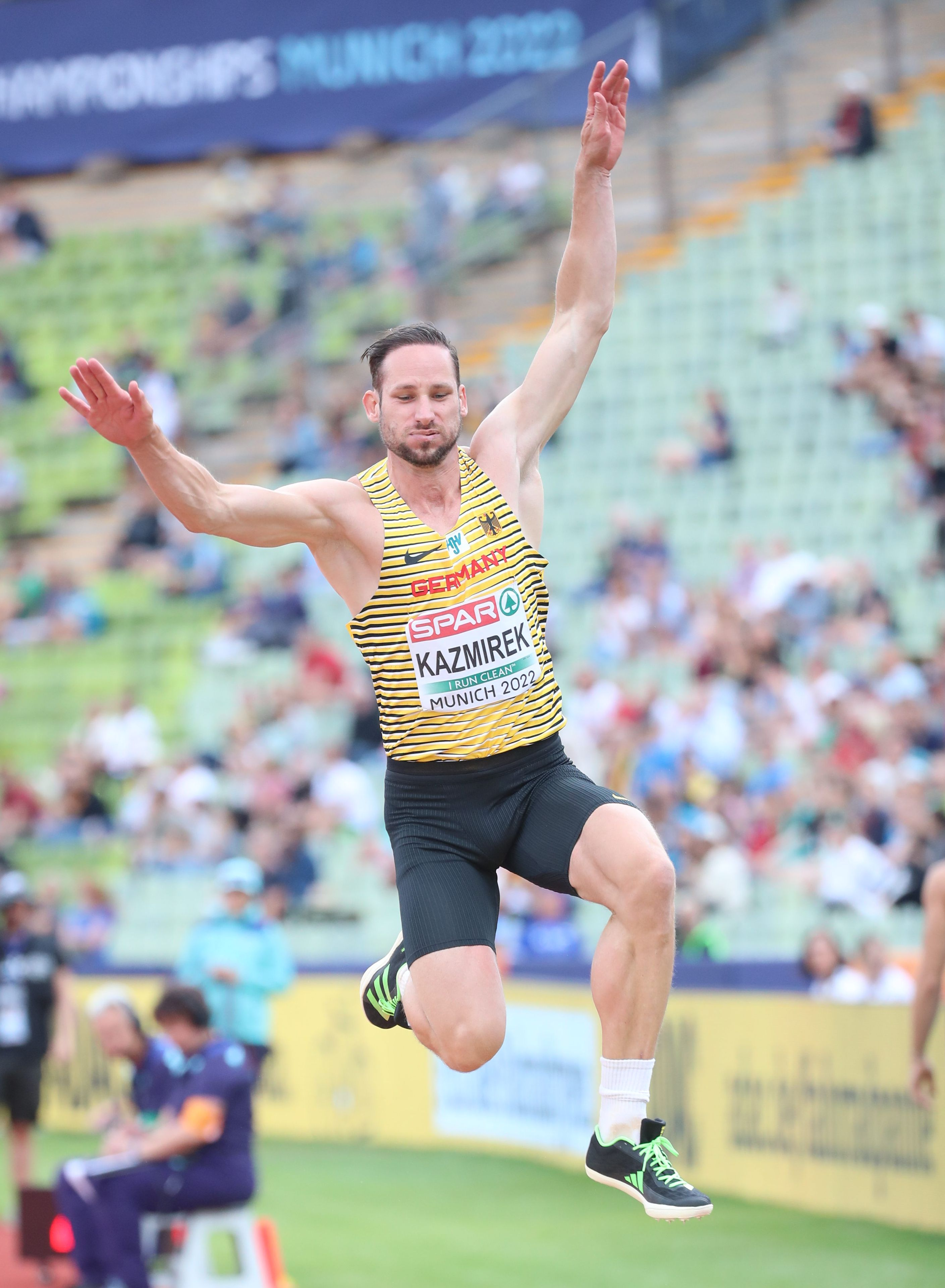
Kai Kazmirek bei den European Championships 2022 in München

2014 siegte Kazmirek bei den Deutschen Meisterschaften im Hallen-Siebenkampf. Daraufhin ermöglichte ihm der Leichtathletik-Weltverband per Wildcard die Teilnahme an den Hallenweltmeisterschaften in Sopot. Dort belegte er mit 6173 Punkten den sechsten Platz. Mit Frank Busemann und André Niklaus hatten zuvor nur zwei deutsche Mehrkämpfer jemals eine höhere Punktzahl in dieser Disziplin erreicht.
Im gleichen Jahr steigerte er seine persönliche Bestleistung beim Mehrkampf-Meeting Götzis auf 8471 Punkte. Bei den Europameisterschaften 2014 in Zürich lag er bis zum Stabhochsprung in Führung, platzierte sich aber am Ende nur auf Rang sechs.
Im Mai 2015 gewann er das Meeting in Götzis mit 8462 Punkten. Bei den Weltmeisterschaften in Peking belegte er mit 8448 Punkten den sechsten Platz.
2016 wurde Kazmirek in Götzis mit 8318 Punkten Dritter und beim Mehrkampf-Meeting Ratingen mit 8323 Punkten Zweiter. Bei den Olympischen Spielen in Rio de Janeiro erzielte er mit 8580 Punkten eine neue persönliche Bestleistung und belegte den vierten Platz.
Bei den Weltmeisterschaften 2017 in London wurde Kazmirek mit 8488 Punkten Dritter. Besser waren nur der neue Weltmeister Kevin Mayer (8786 Punkte) aus Frankreich und Kazmireks Teamkollege Rico Freimuth (8564).
2018 holte Kazmirek mit der 4-mal-200-Meter-Staffel der LG Rhein-Wied bei den Deutschen Hallenmeisterschaften den Titel und kam beim Weitsprung auf den 3. Platz. Bei den Hallenweltmeisterschaften in Birmingham belegte er den vierten Platz im Siebenkampf und erzielte mit 6238 Punkten eine neue persönliche Bestleistung. Für die Heim-Europameisterschaften in Berlin war Kazmirek vom DLV nominiert, musste aber kurz vorher verletzungsbedingt absagen.
2019 kam er beim Mehrkampf-Meeting Götzis auf den 6. Platz und siegte mit 8444 Punkten beim Mehrkampf-Meeting Ratingen. Bei den Weltmeisterschaften in Doha blieb Kazmirek beim 110-Meter-Hürdenlauf, der ersten Disziplin am zweiten Tag, hängen. Dennoch zog er bis zum Ende durch und erkämpfte sich mit 7414 Punkten aus neun Disziplinen Platz 17.
2020 konnte Kazmirek wegen der COVID-19-Pandemie keinen Mehrkampf bestreiten, trat aber bei einigen Wettkämpfen in Einzeldisziplinen an.
2021 verletzte er sich bei den Halleneuropameisterschaften in Toruń beim Weitsprung und musste, von Rückenproblemen geplagt, nach dem ersten Durchgang den Wettkampf komplett abbrechen.
Im April 2025 verkündete er, dass er sich aus dem Leistungssport zurückzieht und beendete seine Karriere.
Kai Kazmirek ist 1,90 Meter groß, sein Wettkampfgewicht beträgt 88 Kilogramm.

## Sonstiges
- Ende 2018 nahm Kazmirek an der Spielshow Catch! Der große Sat.1 Fang-Freitag teil. Momentan studiert Kazmirek an der Deutschen Sporthochschule Köln den Studiengang "M.A. Rehabilitation, Prävention und Gesundheitsmanagement".
- Kazmirek ist Teil der Spitzensportförderung der Polizei Rheinland-Pfalz.